# Scincella
Scincella is een geslacht van hagedissen uit de familie skinken (Scincidae).

## Naam en indeling
De groep werd voor het eerst wetenschappelijk beschreven door Myron Budd Mittleman in 1950. Veel soorten werden eerder tot andere geslachten gerekend, zoals Lampropholis, Lygosoma, Leiolopisma en Sphenomorphus.
Er zijn 35 soorten, waaronder drie soorten die in 2010 voor het eerst wetenschappelijk zijn beschreven. De soort Scincella nigrofasciata is sinds 2018 bekend. Dergelijke recentelijk beschreven soorten worden in veel literatuur nog niet vermeld.

## Uiterlijke kenmerken
De meeste soorten bereiken een totale lichaamslengte inclusief staart van ongeveer vijftien tot twintig centimeter. De staart is langer dan het lichaam.
De oogleden zijn beweeglijk, in het onderste ooglid is bij een aantal soorten een doorzichtig venster aanwezig zodat de hagedis met gesloten ogen toch kan zien. Dit is echter niet bij alle soorten het geval. Verschillen met verwante geslachten van skinken zijn met name te vinden in de structuur van de schubben op het lichaam. De soorten uit het geslacht Asymblepharus bijvoorbeeld hebben een enkele schubbenrij aan de bovenzijde van de vierde teen en de Scincella- soorten hebben hier altijd meerdere rijen. De gehooropeningen hebben kleine, lobachtige schubben aan de achterrand.

## Verspreiding en habitat
De verschillende soorten komen voor in delen van Azië, Midden- en Noord-Amerika en leven in de landen Belize, Costa Rica, China, El Salvador, India, Japan, Korea, Guatemala, Honduras, India, Mexico, Myanmar, Nepal, Nicaragua, Panama, Taiwan, Thailand, Verenigde Staten en Vietnam.
De habitat bestaat uit tropische tot subtropische bossen, sommige soorten komen in drogere omgevingen voor zoals graslanden.
Door de internationale natuurbeschermingsorganisatie IUCN is aan vijftien soorten een beschermingsstatus toegewezen. Tien soorten hebben de status 'veilig' (Least Concern of LC) en vier soorten worden beschouwd als 'onzeker' (Data Deficient of DD). De soort Scincella monticola ten slotte staat te boek als 'gevoelig' (Near Threatened of NT).

## Soorten
Het geslacht omvat de volgende soorten, met de auteur en het verspreidingsgebied.
| Naam                                      | Auteur                                                      | Verspreidingsgebied                                                             |
| ----------------------------------------- | ----------------------------------------------------------- | ------------------------------------------------------------------------------- |
| Scincella apraefrontalis                  | Nguyen, Nguyen, Böhme & Ziegler, 2010                       | Vietnam                                                                         |
| Scincella assata                          | Cope, 1864                                                  | El Salvador, Guatemala, Honduras, Mexico, Nicaragua                             |
| Scincella barbouri                        | Stejneger, 1925                                             | China                                                                           |
| Scincella boettgeri                       | Van Denburgh, 1912                                          | Japan                                                                           |
| Scincella capitanea                       | Ouboter, 1986                                               | Nepal                                                                           |
| Scincella caudaequinae                    | Smith, 1951                                                 | Mexico                                                                          |
| Scincella cherriei                        | Cope, 1893                                                  | Belize, Costa Rica, El Salvador, Guatemala, Honduras, Mexico, Nicaragua, Panama |
| Scincella darevskii                       | Nguyen, Ananjeva, Orlov, Rybaltovsky & Böhme, 2010          | Vietnam                                                                         |
| Scincella devorator                       | Darevsky, Orlov & Cuc, 2004                                 | Vietnam                                                                         |
| Scincella doriae                          | Boulenger, 1887                                             | China, Myanmar, Vietnam, mogelijk in Thailand                                   |
| Scincella forbesora                       | Taylor, 1937                                                | Mexico                                                                          |
| Scincella formosensis                     | Van Denburgh, 1912                                          | Taiwan                                                                          |
| Scincella gemmingeri                      | Cope, 1864                                                  | Mexico                                                                          |
| Scincella huanrenensis                    | Zhao & Huang, 1982                                          | China, Korea                                                                    |
| Scincella incerta                         | Stuart, 1940                                                | Guatemala, Honduras, Mexico                                                     |
| Scincella kikaapoa                        | García-Vázquez, Canseco-Márquez & Nieto-Montes De Oca, 2010 | Mexico                                                                          |
| Kleine bruine skink (Scincella lateralis) | Say, 1823                                                   | Mexico, Verenigde Staten                                                        |
| Scincella macrotis                        | Steindachner, 1867                                          | India                                                                           |
| Scincella melanosticta                    | Boulenger, 1887                                             | Cambodja, Myanmar, Thailand, Vietnam, mogelijk in Laos                          |
| Scincella modesta                         | Günther, 1864                                               | China                                                                           |
| Scincella monticola                       | Schmidt, 1925                                               | China, Vietnam                                                                  |
| Scincella nigrofasciata                   | Neang, Chan & Poyarkov, 2018                                | Cambodja                                                                        |
| Scincella ochracea                        | Bourret, 1937                                               | Vietnam                                                                         |
| Scincella potanini                        | Günther, 1896                                               | China                                                                           |
| Scincella przewalskii                     | Bedriaga, 1912                                              | China                                                                           |
| Scincella punctatolineata                 | Boulenger, 1893                                             | Myanmar, Thailand                                                               |
| Scincella rara                            | Darevsky & Orlov, 1997                                      | Vietnam                                                                         |
| Scincella reevesii                        | Gray, 1838                                                  | Cambodja, China, India, Korea, Maleisië, Myanmar, Nepal, Thailand, Vietnam      |
| Scincella rufocaudata                     | Darevsky & Nguyen Van Sang, 1983                            | Cambodja, Vietnam                                                               |
| Scincella rupicola                        | Smith, 1916                                                 | Vietnam                                                                         |
| Scincella schmidti                        | Barbour, 1927                                               | China                                                                           |
| Scincella silvicola                       | Taylor, 1937                                                | Mexico                                                                          |
| Scincella tsinlingensis                   | Hu & Zhao in Hu, Zhao & Liu, 1966                           | China                                                                           |
| Scincella vandenburghi                    | Schmidt, 1927                                               | Japan, Korea                                                                    |
| Scincella victoriana                      | Shreve, 1940                                                | Myanmar                                                                         |